# قائمة البعثات الدبلوماسية في آيسلندا

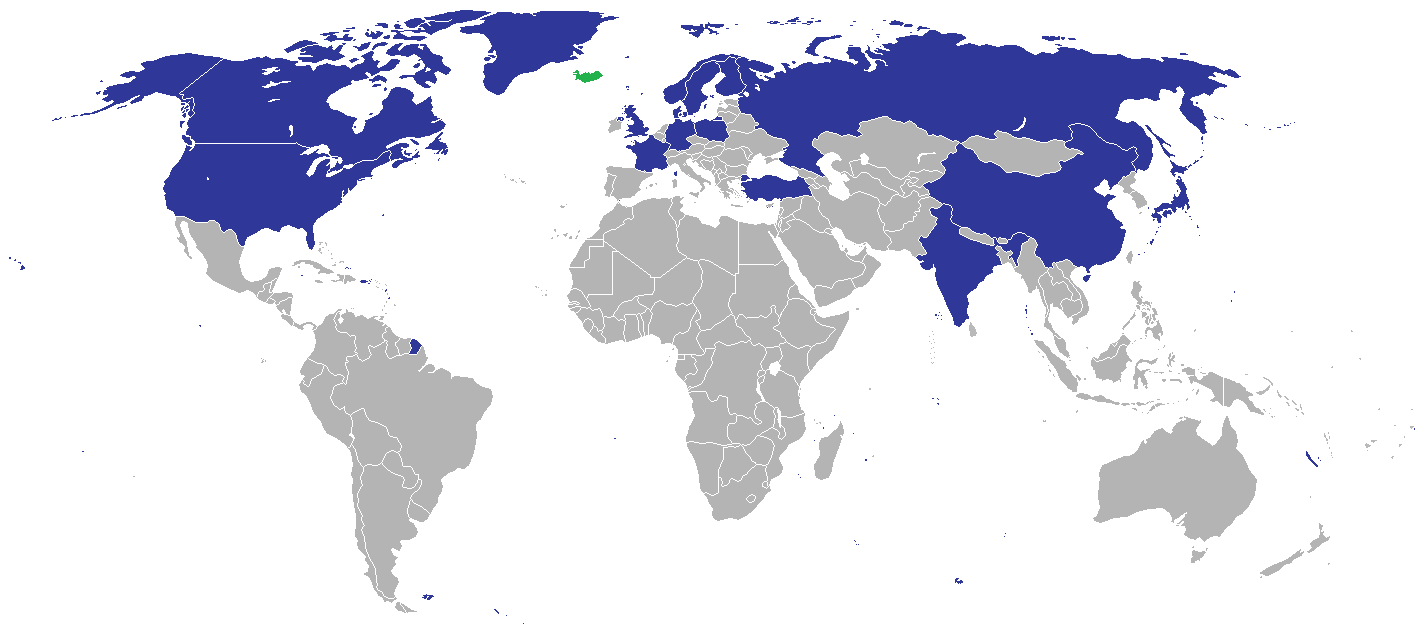
خريطة البعثات الدبلوماسية في آيسلندا

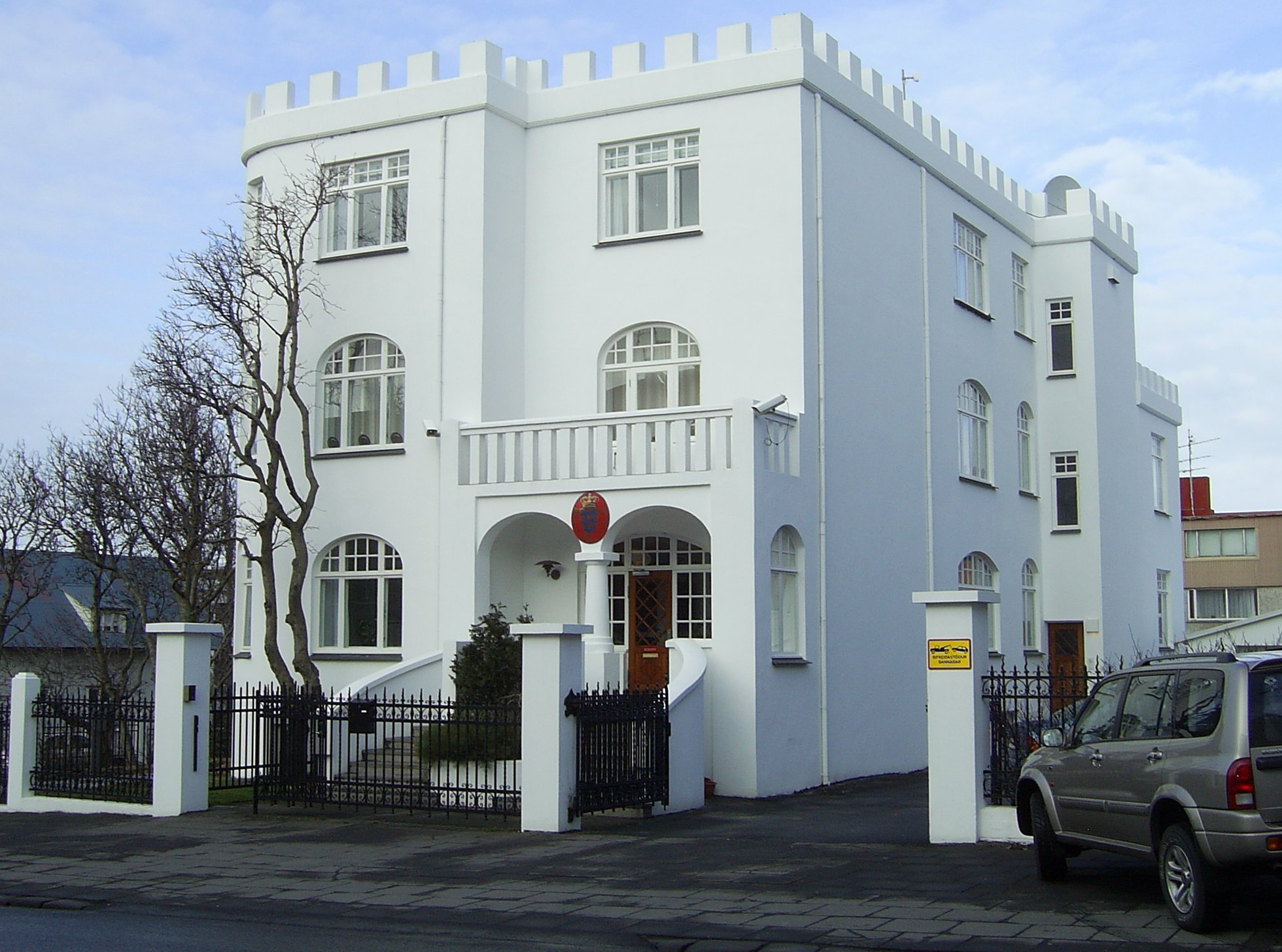
السفارة الدنماركية في ريكيافيك

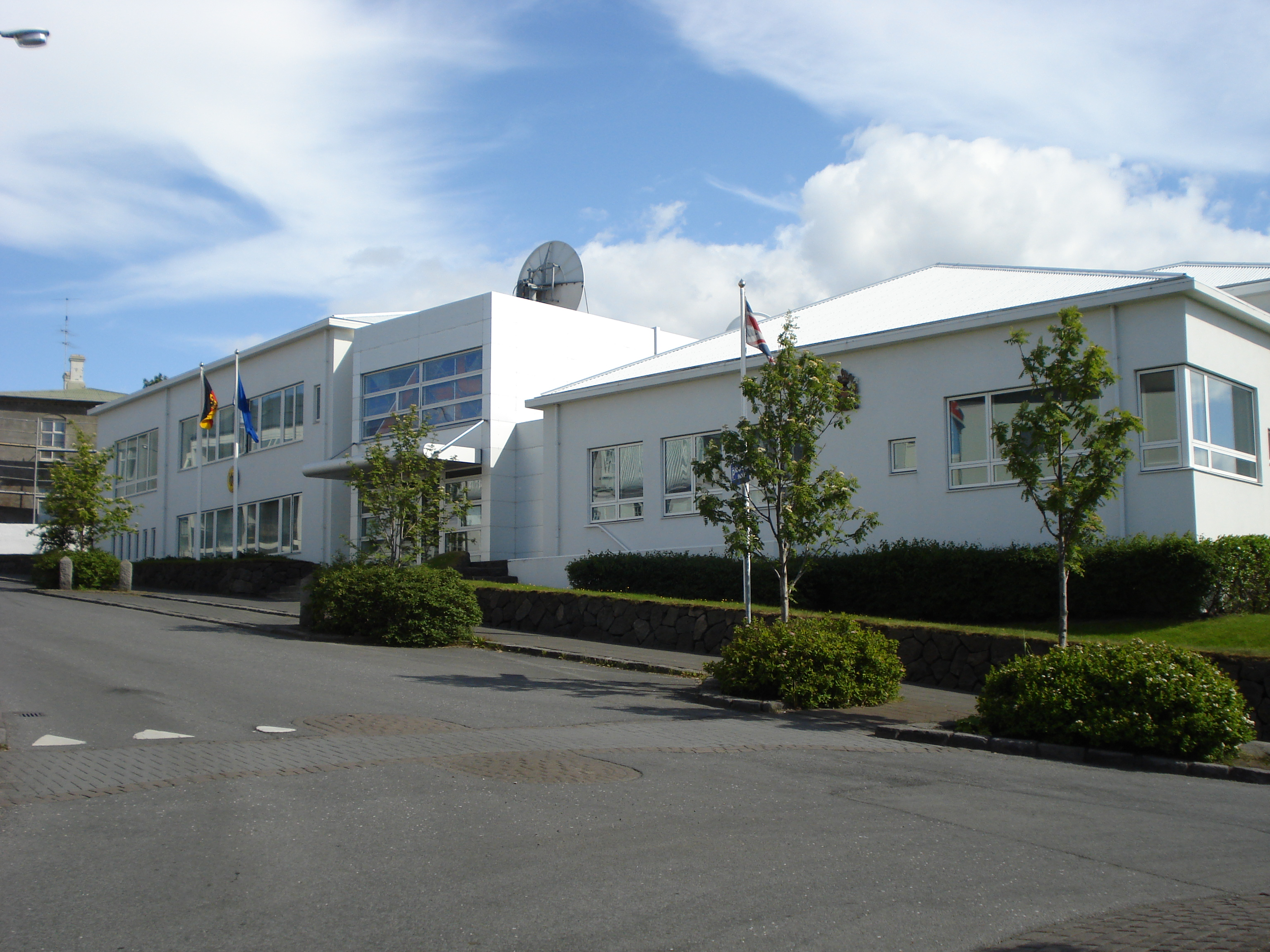
السفارة البريطانية والألمانية في ريكيافيك

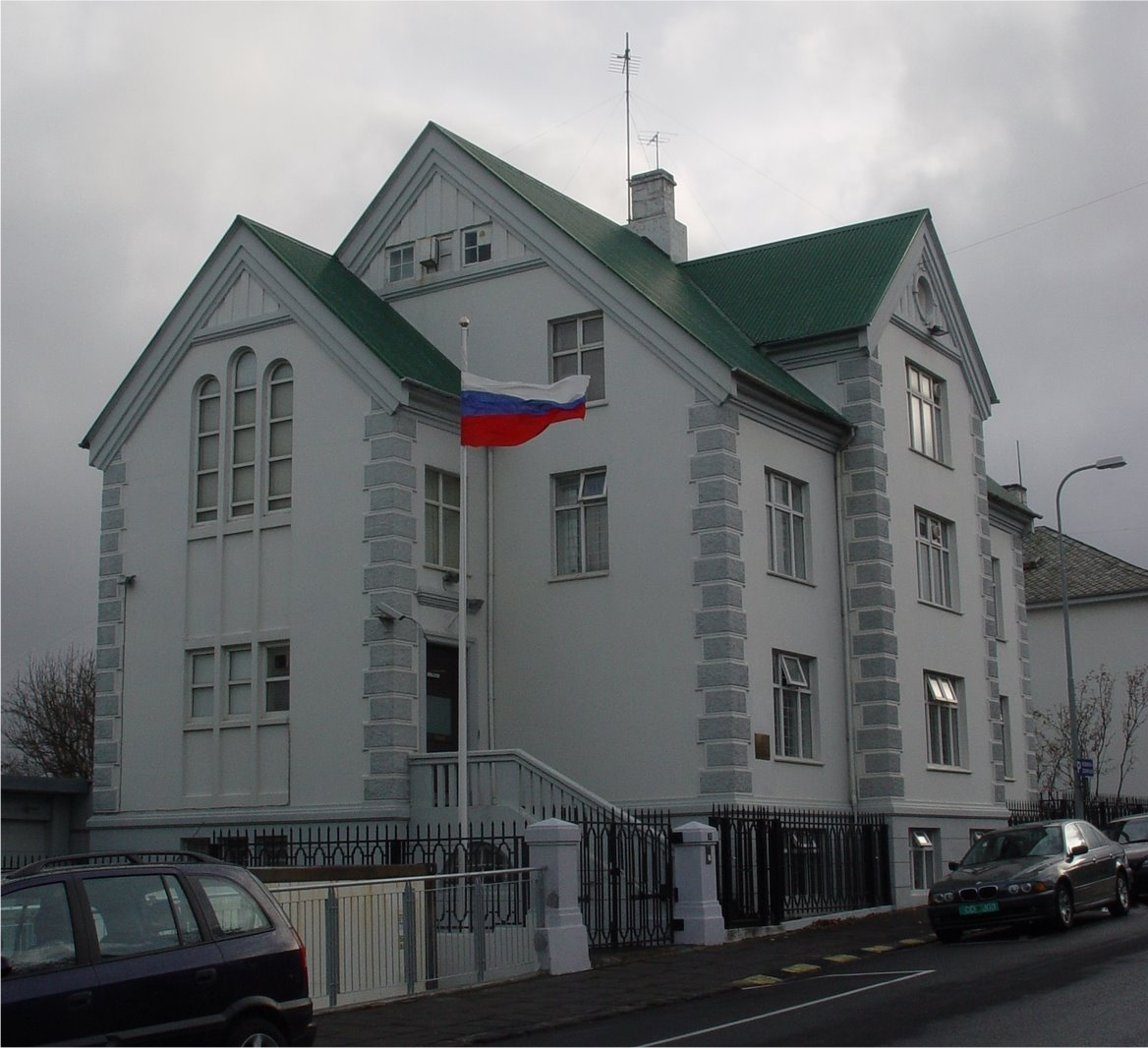
السفارة الروسية في ريكيافيك

هذه قائمة بالبعثات الدبلوماسية في آيسلندا. توجد في ريكيافيك حالياً 14 سفارة.

## سفارات في ريكيافيك
| - كندا - الصين - الدنمارك - فنلندا - فرنسا - ألمانيا - الهند | - اليابان - النرويج - بولندا - روسيا - السويد - المملكة المتحدة - الولايات المتحدة |

## مكاتب تمثيلية
- الاتحاد الأوروبي (وفد)
- جزر فارو

## سفارات غير مقيمة
تقيم في أوسلو ما لم يذكر خلاف ذلك.
| - أفغانستان - الأرجنتين - أستراليا (كوبنهاغن) - النمسا (كوبنهاغن) - بلجيكا - البوسنة والهرسك - بوتسوانا (ستوكهولم) - بلغاريا - تشيلي - كولومبيا (ستوكهولم) - كرواتيا (كوبنهاغن) - كوبا (ستوكهولم) - قبرص (كوبنهاغن) - جمهورية التشيك - الإكوادور (ستوكهولم) - إلسالفادور (ستوكهولم) - إستونيا - إثيوبيا (ستوكهولم) - جورجيا (كوبنهاغن) - غانا (كوبنهاغن) - اليونان - غواتيمالا (نيويورك) - المجر - إندونيسيا - جمهورية أيرلندا (كوبنهاغن) - إيران - إسرائيل - إيطاليا - كوريا الشمالية (ستوكهولم) - كوريا الجنوبية - كوسوفو (ستوكهولم) - لاتفيا | - ليسوتو (دبلن) - ليتوانيا (كوبنهاغن) - لوكسمبورغ (لندن) - مقدونيا (لندن) - مالاوي (لندن) - مالطا (فاليتا) - المكسيك (كوبنهاغن) - هولندا - نيكاراغوا (ستوكهولم) - فلسطين - باراغواي (لندن) - بيرو (ستوكهولم) - الفلبين - البرتغال - رومانيا (كوبنهاغن) - صربيا - سلوفاكيا - سلوفينيا (كوبنهاغن) - جنوب إفريقيا - إسبانيا - سريلانكا (ستوكهولم) - السودان - سويسرا - تنزانيا (ستوكهولم) - تايلاند (كوبنهاغن) - تركيا - أوغندا (كوبنهاغن) - أوكرانيا (هلسنكي) - الأوروغواي (أوتاوا) - الفاتيكان (ستوكهولم) - فنزويلا |